# Эспозито, Сальваторе (футболист, 2000)
Сальваторе Эспозито (итал. Salvatore Esposito; род. 7 октября 2000, Кастелламмаре-ди-Стабия, Кампания) — итальянский футболист, полузащитник клуба «Специя» и сборной Италии.

## Клубная карьера
Эспозито — воспитанник клубов «Брешиа», «Интер» и СПАЛ. В начале 2018 года он был включён в заявку команды на сезон последних. В начале 2019 года Эспозито для получения игровой практики на правах аренды перешёл в «Равенну». 22 января в матче против «Триестины» он дебютировал в итальянской Серии C. В этом же поединке Сальваторе забил свой первый гол за «Равенну». Летом 2019 года Эспозито был арендован «Кьево». 25 августа в матче против «Перуджи» он дебютировал в итальянской Серии B. 26 октября в поединке против «Козенцы» Сальваторе забил свой первый гол за «Кьево». По окончании аренды Эспозито вернулся в СПАЛ. 3 октября 2020 года в матче против «Козенцы» он дебютировал за основной состав. 20 октября в поединке против «Эмполи» Сальваторе забил свой первый гол за СПАЛ.
В начале 2023 года Эспозито был арендован «Специей». 22 января в матче против «Ромы» он дебютировал в итальянской Серии A. 13 мая в поединке против «Милана» Сальваторе забил свой первый гол за «Специю».

## Международная карьера
В 2019 году в составе молодёжной сборной Италии Эспозито принял участие в молодёжном чемпионате мира в Польше. На турнире он сыграл в матче против команд Мексики, Японии, Польши, Мали, Украины и дважды Эквадора.
11 июня 2022 года в матче Лиги наций против сборной Англии Эспозито дебютировал за сборную Италии.